# Daichi Suzuki (Schwimmer)

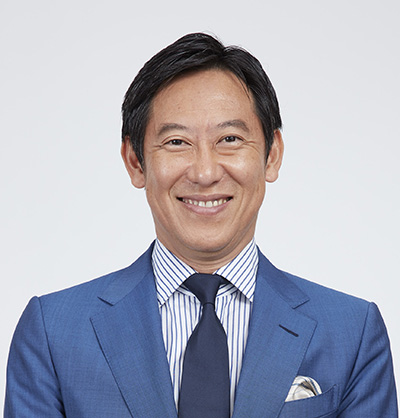
Daichi Suzuki 2018

Daichi Suzuki (japanisch 鈴木 大地 Suzuki Daichi; * 10. März 1967 in Narashino) ist ein ehemaliger japanischer Schwimmer.
Er war einer der ersten Rückenschwimmer, die mit einer langen Tauchphase versuchten, ihre Zeit zu verbessern. Anfangs war er der schnellste Schwimmer über die ersten 25 Meter, konnte dann aber auf den restlichen Metern nicht mit der Weltspitze mithalten.
Bei den Olympischen Spielen 1988 in Seoul, seiner zweiten Olympiateilnahme nach 1984, konnte er diese Taktik erfolgreich anwenden und wurde über 100 m Rücken Olympiasieger.
Vier Jahre später gelang Mark Tewksbury mit derselben Taktik ebenfalls der Olympiasieg über diese Strecke.
2020 wurde er in die International Swimming Hall of Fame aufgenommen.